# The Mephistopheles of Los Angeles
«The Mephistopheles of Los Angeles» — третій промо-сингл з дев'ятого студійного альбому американського рок-гурту Marilyn Manson The Pale Emperor.

## Структура й стиль
«The Mephistopheles of Los Angeles» — блюз-рокова пісня середнього темпу тривалістю в 4 хв 57 с. Була початковим заголовним, центральним треком платівки. Образ Мефістофеля, з яким Менсон порівнює себе, присутній у німецькому фольклорі та легенді про Фавста. За інформацією Ultimate Guitar, пісню написано в чотиридольному розмірі з помірно швидким темпом у 125 ударів на хвилину. Трек має основну секвенцію Am–Cmaj7–F–C–G–Em7–Am–Cm у куплеті, в той час як кожний приспів складається з 4 повторів Am–Cmaj7–F–G.

## Відеокліп
Режисер: Франческо Карроззіні. Камео: актор Майкл К. Вільямс («Дроти», «Підпільна імперія»), який завантажив фото зі знімання через свої акаунти в соціальних мережах наприкінці березня. Прем'єра кліпу відбулась 11 травня на офіційному YouTube-каналі гурту.

### Сюжет
На початку чорно-білого відео Майкл К. Вільямс виходить з темного провулка. Граючи Фавста-оповідача, він стоїть між двома металевими стрижнями й каже: «Коли я зустрів його вперше, то відчув за собою гончаків пекла». Одяг Вільямса схожий на вбрання блюзового музиканта 1930-их Роберта Джонсона, який, за легендою, уклав фавстівську угоду з Дияволом в обмін на музичну майстерність. Монолог Вільямса продовжується описом першої зустрічі з Мефістофелем, якого грає Менсон, до появи титру із заголовком пісні.

Мефістофель тримає на руках померлу жертву

Початок треку переривають гучні вигуки «Алілуя». Мефістофель перебуває на великому відкритому просторі в оточенні групи послідовників, що складається з членів банди і повій. Менсон починає читати й благословляти їх у піднесеній манері телепроповідників. Кілька членів групи кланяються, цілують руку Мефістофеля. Один з них кричить, корчачи тіло, наче одержимий. Потім усі члени банди обіймають Менсона і йдуть за ним.
У наступній сцені Мефістофель блукає провулком, входить до кімнати з трьома схожими жінками. Зрештою він обирає одну, благословляючи їх, і хрестить її у ванній, повній каламутної води. Коли жінка втрачає свідомість, Менсон приводить її до тями штучним диханням з рота в рот, після чого знову насильно тримає її під водою. Після тривалого, зловісного погляду безпосередньо в камеру Мефістофель топить жінку. Наприкінці відео Менсон стоїть, тримаючи мертве тіло.

## Список пісень
1. «The Mephistopheles of Los Angeles» (Radio Edit) — 3:13
2. «Fated, Faithful, Fatal» (Radio Edit) — 3:09

## Версії
- «The Mephistopheles of Los Angeles» (з The Pale Emperor)
- «Fated, Faithful, Fatal» (акустична версія з делюкс-видання The Pale Emperor)

## Чартові позиції
| Чарт (2015)                 | Найвища позиція |
| --------------------------- | --------------- |
| Deutsche Alternative Charts | 3               |